# Brechmorhoga mendax
Brechmorhoga mendax is een libellensoort uit de familie van de korenbouten (Libellulidae), onderorde echte libellen (Anisoptera).
De wetenschappelijke naam Brechmorhoga mendax is voor het eerst geldig gepubliceerd in 1861 door Hagen.